# 세르주주니오르 마르틴손 은갈리
세르주주니오르 베르틸 니콜라스 마르틴손 은갈리(스웨덴어: Serge-Junior Bertil Nicolas Martinsson Ngouali, 1992년 1월 23일 ~ )는 알스벤스칸 클럽 IF 브롬마포이카르나의 미드필더로 뛰는 프로 축구 선수이다. 스웨덴에서 태어난 그는 가봉 국가대표팀을 대표한다.

## 어린 시절
마르틴손 은갈리는 스웨덴 예테보리에서 가봉 혈통의 중앙아프리카 공화국인 아버지 사이에서 태어났다. 그의 어머니는 스웨덴인이고 세르주주니오르는 예테보리에서 자랐다. 함마르쿨렌의 교외에 살면서, 그는 지역 클럽인 군닐세 IS와 베스트라 프레룬다 IF에서 축구를 시작했다.
또한 그의 어머니와 전 프로 축구 선수인 쌍둥이 형제 톰 마르틴손 은갈리와 함께 그는 2003년 스톡홀름으로 이사했다. 11세에 그는 IF 브롬마포이카르나의 아카데미에 합류했다.

## 구단 경력

### 브롬마포이카르나
2010년, 그는 18세의 나이에 스웨덴 1부 리그인 알스벤스칸의 브롬마포이카르나에서 데뷔했다. 데뷔 시즌 동안 브롬마포이카르나는 수페레탄으로 강등되면서 리그에서 12경기를 뛰었다.
그는 2012년과 2013년 브롬마포이카르나의 중앙 미드필더 포지션에서 주전으로 자리 잡았지만 몇 경기만 결장했다. 마르틴손 은갈리는 곧 기술적 재능과 강력한 패싱 게임으로 유명해졌다.
2014년 시즌이 시작되기 전, 그는 당시 스웨덴 챔피언이었던 말뫼 FF의 관심을 끌었다. 마르틴손 은갈리는 브롬마포이카르나에 남기로 결정하고 클럽과 3년 계약을 체결했다. 같은 해에 팀에서 28경기에 출전하여 알스벤스칸에서의 첫 풀 시즌을 보냈다.

### 함마르뷔
2017년 3월 16일, 그는 스톡홀름에 연고를 둔 동료 팀 함마르뷔 IF로 이적했다. 마르틴손 은갈리는 알스벤스칸 클럽과 3년 계약을 체결했다. 그는 전 감독 스테판 빌본과 전 팀 동료 파블로 피뇨네스 아르세에 다시 합류하여 현재 함마르뷔에서 부감독으로 일하고 있다.

## 국가대표팀 경력
마르틴손 은갈리는 2009년부터 2011년까지 스웨덴 U-19 대표팀에서 12번의 경기에 출전했다. 2011년 3월 24일, 그는 또한 이탈리아와의 경기에서 1-3으로 패한 스웨덴 U-21 대표팀에서 한 번 출전했다.
2016년 여름, 호세 안토니오 카마초 감독이 그를 훈련 캠프에 초대했을 때 가봉 축구 국가대표팀의 접근을 받았다. 그는 결국 2017년 아프리카 네이션스컵을 앞두고 최종 명단에 소집되었다. 마르틴손 은갈리는 2017년 1월 18일, 부르키나파소와의 경기에서 가봉 국가대표로 데뷔했다.